# Dren (Lazarevac)
Pour les articles homonymes, voir Dren.
Dren (en serbe cyrillique : Дрен) est un village de Serbie situé dans la municipalité de Lazarevac et sur le territoire de la ville de Belgrade. Au recensement de 2011, il comptait 436 habitants.

## Géographie

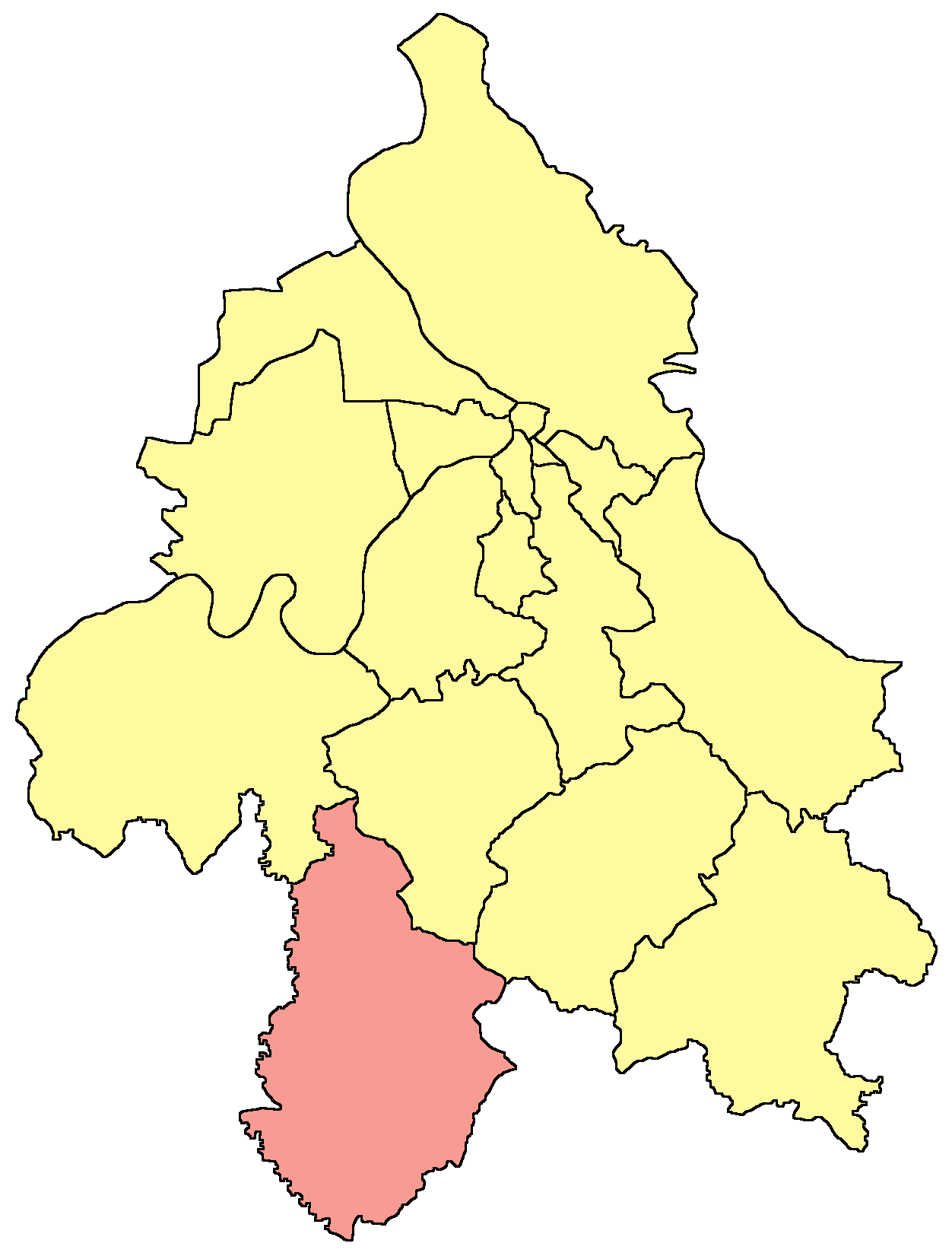
Localisation de la municipalité de Lazarevac dans la Ville de Belgrade

## Démographie
| 1948 | 1953 | 1961 | 1971 | 1981 | 1991 | 2002 | 2011 |
| ---- | ---- | ---- | ---- | ---- | ---- | ---- | ---- |
| 484  | 467  | 437  | 402  | 403  | 453  | 445  | 436  |

|  |

### Données de 2002
Pyramide des âges (2002)
En 2002, l'âge moyen de la population était de 36,9 ans pour les hommes et 39,1 ans pour les femmes.
Répartition de la population par nationalités (2002)
En 2002, les Serbes représentaient 99,77 % de la population.

### Données de 2011
En 2011, l'âge moyen de la population était de 41,5 ans, 40,7 ans pour les hommes et 42,3 ans pour les femmes.

## Éducation
L'école élémentaire Vojislav Voka Savić de Lazarevac, qui a ouvert ses portes le 1er octobre 1889, gère une annexe à Dren.